# Librería Bertrand

Logo

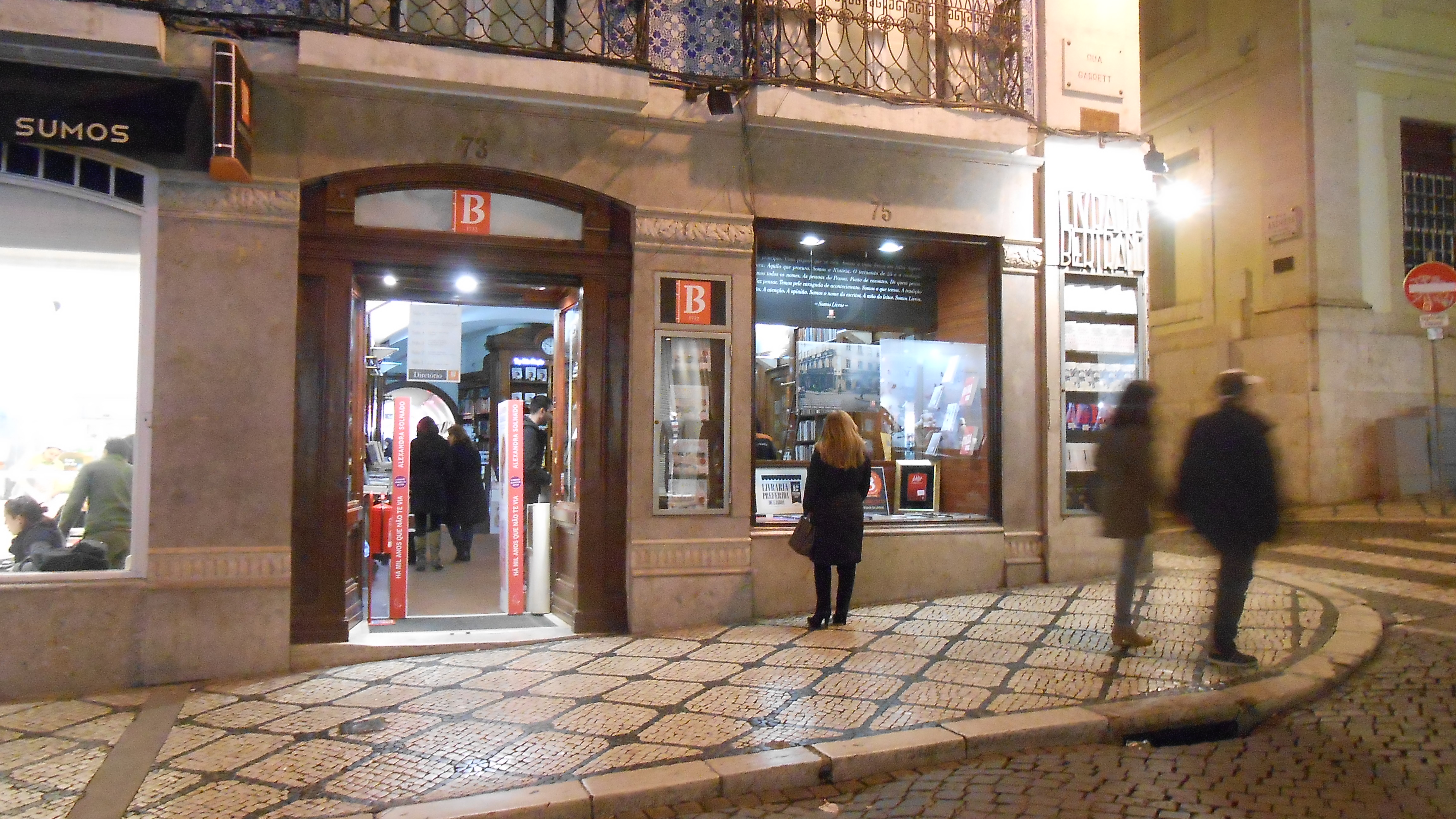
Entrada de la Librería Bertrand, en el Chiado.

La Librería Bertrand es la cadena de librerías más antigua y más grande de Portugal. Fue fundada en 1732 y, por lo tanto, es la librería más antigua y de funcionamiento continuo en el mundo. Se encuentra en el distrito de Chiado de Lisboa, cerca del Teatro Nacional de San Carlos y el Café A Brasileira, frente a cuya explanada se encuentra una estatua de bronce del poeta Fernando Pessoa. La librería sobrevivió el terremoto de 1755, las revoluciones y también la crisis financiera y económica de 2007 en adelante. Fue inaugurada en 1732, en el distrito de Chiado y fue declarada por el Libro Guinness de los Récords Mundiales como la librería de libros en operación más antigua del mundo en 2016. Cuenta con una red de 52 tiendas en todo el país y ofrece servicios en línea (como Grupo Porto Editora) desde el 30 de junio de 2010.

## Historia

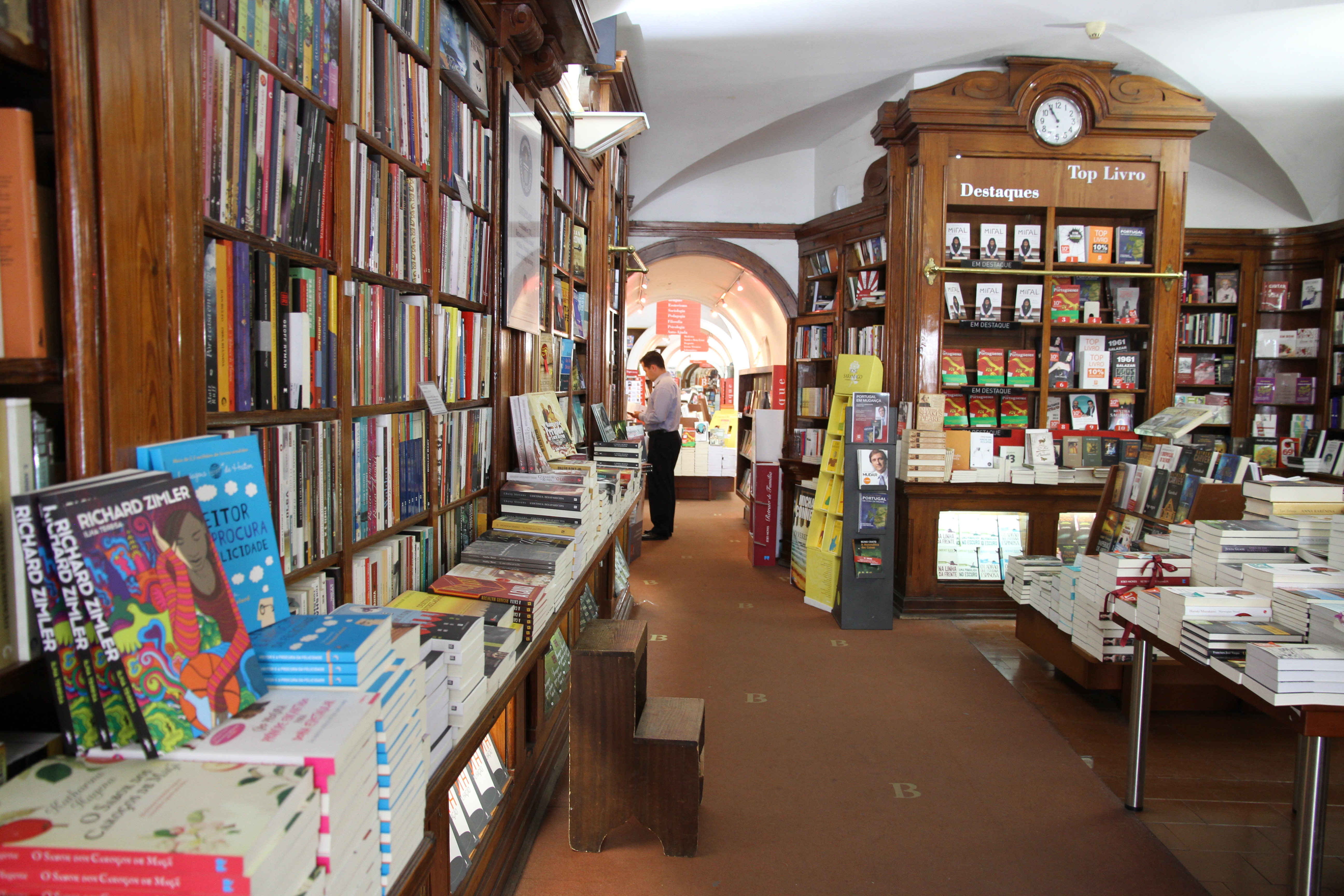
Interior de la Librería Bertrand

Fue fundada en 1732 por el librero francés Pedro Faure, quien abrió la primera librería en la Rua Direita do Loreto. Se casó con una hija de Faure el francés Pierre Bertrand, que se convirtió en socio de la librería junto con su hermano Jean Joseph. En 1755, su yerno, Pierre Bertrand, quien dirigía la librería, se vio obligado a operar desde la capilla de Nossa Senhora das Necessidades, después del terremoto de Lisboa de 1755.
La librería fue destruida en gran parte por el terremoto de 1755, y Pierre Bertrand se retiró del comercio de libros. Su hermano Jean Joseph, sin embargo, continuó el negocio del libro y se mudó a un nuevo local cerca de la Capela da Nossa Senhora das Necessidades, antes de mudarse en 1773 en el número 73 de Rua Garrett, donde el negocio existe hasta el día de hoy. Con la finalización de la Baixa Pombalina a finales del siglo XVIII, la librería se convirtió cada vez más en el punto focal de los círculos literarios de la ciudad. Así era frecuentada por los escritores Bocage, José Agostinho de Macedo o Alexandre Herculano y por los clientes y visitantes de los círculos de conversación, luego lo fue por Eça de Queiroz, Antero de Quental y Ramalho Ortigão entre otros.
La librería ha estado en el centro de los eventos históricos más importantes de la ciudad, incluida la fuga del rey João VI a Brasil así como en muchos de los movimientos políticos portugueses.
En 1909, la librería consiguió por primera vez su propia imprenta y ahora también opera como editora de libros. 
En 1933 Bertrand se convirtió en una sociedad anónima. En 1955, Bertrand abrió una sucursal en la ciudad universitaria de Coímbra, y en 1963 la primera sucursal en Lisboa, en la Avenida de Roma. En 1969, Bertrand expandió las ventas a la entonces colonia portuguesa de Angola.
Luego de que varios cambios corporativos se hicieron cargo del club de lectura Círculo de Leitores 2006, la empresa Bertrand formó con él la empresa Direct Group Bertelsmann Portugal. En 2010, el grupo de medios Bertelsmann, con sede en Gütersloh, vendió la empresa Direct Group Portugal a la editorial portuguesa más grande, Porto Editora.
El Libro Guinness de los Registros certificó la librería Bertrand en el Chiado en marzo de 2011 como la librería más antigua del mundo.

## Situación actual
De las dos salas de ventas originales, la tienda en la Rua Garrett 73-75 ha crecido a seis salas hoy en día con una oferta de 70,000 libros en 583 metros cuadrados de espacio comercial. 
Creado desde la librería en Chiado, Bertrand tiene 58 librerías en todo el Portugal continental, Madeira y las Azores, especialmente en los centros comerciales del país. Además, opera un negocio de pedidos por correo de Internet. Bertrand pertenece hoy al grupo Porto Editora.

## Cronología
'2010'  - Groupo Porto Editora adquiere Direct Group, constituido por Editora Bertrand, Distribuidora Bertrand, Livrarias Bertrand y Círculo de Leitores. Con esta adquisición, se forma el Grupo BertrandCírculo.
 '2008'  - Direct Group Portugal adquiere Editora Pergaminho y refuerza su posición en la publicación portuguesa.
 '2007'  - La integración de Bertrand Group y Círculo de Leitores Group bajo la marca común de DirectGroup Portugal.
 '2006'  - El Círculo de Leitores adquiere el Grupo Bertrand, integrado por Editora Bertrand, Distribuidora de Livros Bertrand y Livrarias Bertrand.
 '1963'  - Livraria Bertrand abre una segunda tienda en Lisboa, en la Avenida de Roma.
 '1938'  - Se firmó un acuerdo de asociación entre Livraria Bertrand y la Biblioteca Internacional de Oporto (Livraria Internacional do Porto, con sede en 43-46, Rua 31 de Janeiro), que marca el inicio de la red.
 '1909'  - Bertrand implementa sus propios talleres de impresión y composición, ubicados en 100, Rua da Alegria, y toma el nombre de "Tipografía de Antiga Casa Bertrand".
 '1773'  - Después del terremoto de 1755, la Biblioteca reaparece en Rua Garrett.
 '1753'  - Pedro Faure muere. La librería se llama "Bertrand Brothers".
 '1747'  - Pedro Faure incluye a los hermanos Bertrand - Pierre y Jean Joseph Bertrand en las operaciones. La librería se llama "Pedro Faure & Irmãos Bertrand" ("Pedro Faure y los hermanos Bertrand").
 '1732'  - Pedro Faure abre la primera librería en la esquina de Rua Direita do Loreto y Rua do Norte en Lisboa. La librería probablemente llevaba su nombre.